# Kaltenberghütte

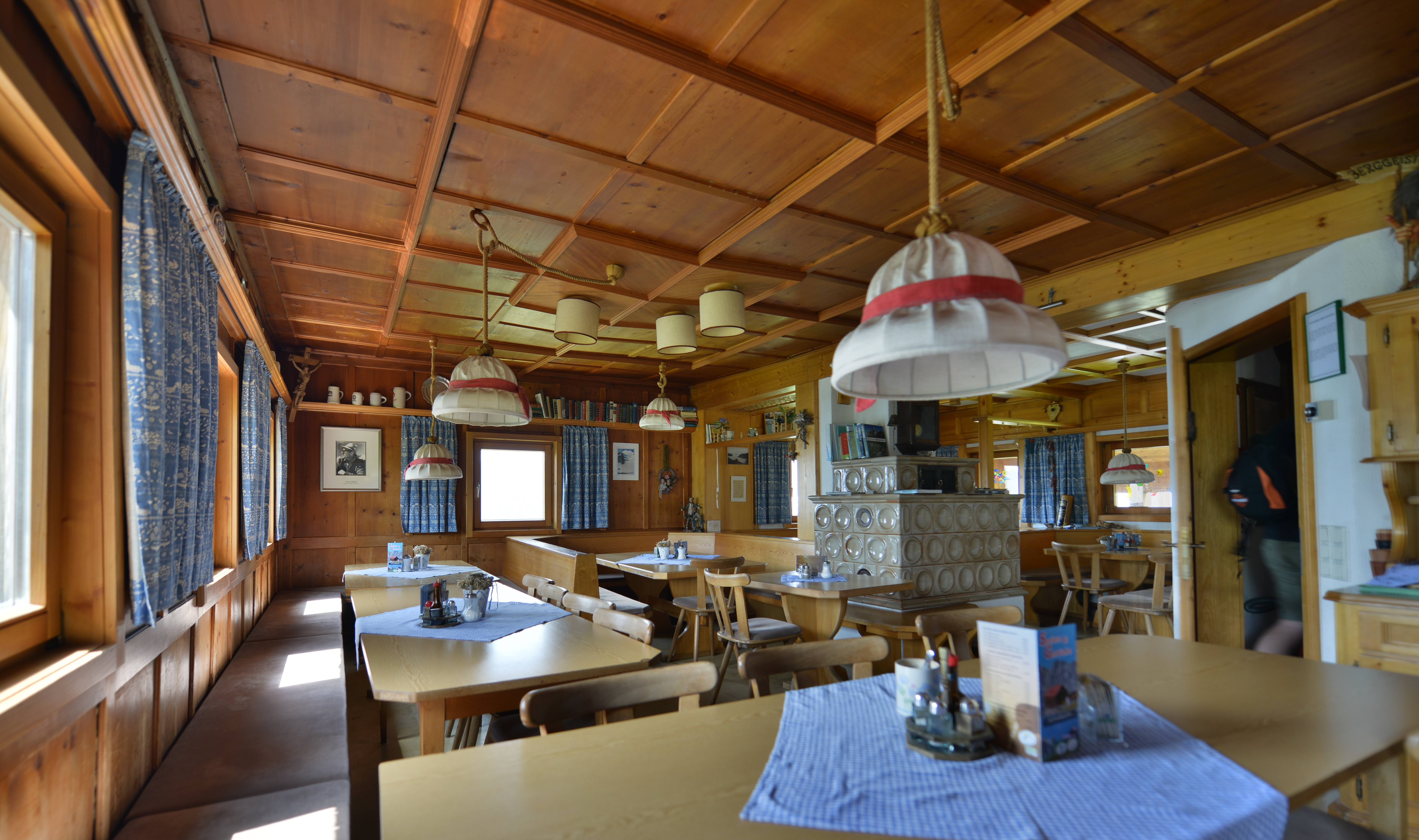
Gaststube der Kaltenberghütte

Die Kaltenberghütte ist eine Alpenvereinshütte der Sektion Reutlingen des Deutschen Alpenvereins im Verwall und liegt in Vorarlberg, Österreich. Namensgebend ist der Kaltenberg, ein 2900 m ü. A. hoher Gipfel im Süden und im Tourengebiet des Gebäudes. Die Hütte liegt am Rand des Europaschutzgebiets Verwall.

## Geschichte
Die von der Sektion Reutlingen des Deutschen und Österreichischen Alpenvereins 1928 erbaute Hütte steht oberhalb von Stuben im Klostertal auf der Bludenzer Alpe. In Hüttennähe befinden sich einige kleinere Seen. Dort herrscht freie Sicht auf das südliche Lechquellengebirge sowie den südwestlichen Bereich der Lechtaler Alpen. Sie war ursprünglich ausschließlich für den Winterbetrieb gebaut worden. Nachdem die Reutlinger Hütte 1953 abbrannte, nutzte man sie ersatzweise auch im Sommer. Der Winterbetrieb wurde aufgrund ausbleibender Gäste unwirtschaftlich, so dass die Wintersaison 1990/91 die letzte war. Nun ist sie ausschließlich über die Sommermonate in Betrieb, ein mit Alpenvereinsschlüssel jederzeit zugänglicher Winterraum ist vorhanden.

## Zugänge
- von Stuben in 2½ Stunden
- von Langen am Arlberg in 2½ bis 3 Stunden
- von Alpe Rauz in 2 Stunden
- von St. Christoph am Arlberg:
  - Paul-Pantlin-Weg in 2½ Stunden
  - Berggeistweg über Albonagrat (höchster Punkt der Wanderung etwa 2380 m) in 4 Stunden

## Nachbarhütten und Übergänge
- Zur Konstanzer Hütte, über Reutlinger Weg, vorbei an Krachelspitze und Kaltenbergsee und über das Gstansjöchli (2573 m) in fünf bis sechs Stunden.
- Zur Neuen Reutlinger Hütte (Selbstversorgerhütte), „Stubener Weg“ in vier Stunden.
- Zur Ulmer Hütte in vier Stunden über St. Christoph.

Die Kaltenberghütte ist eine von insgesamt acht Stützpunkthütten der Verwall-Runde.

## Gipfel
- Kaltenberg-Ostgipfel, 2896 m, über das Kracheljoch (2650 m) und den Südwestgrat in 4½ Stunden mit Kletterstellen im Schwierigkeitsgrad I bis II auf der UIAA-Skala. (auch beliebte Skitour)
- Maroiköpfe (2522 m und 2529 m) in 1 bis 1½ Stunden.
- Krachelspitze (2686 m), wenige Minuten vom Kracheljoch.

## Karten
- Alpenvereinskarte 3/2 Lechtaler Alpen – Arlberggebiet (1:25.000)